# Даггэн, Стив
Стив Да́ггэн (англ. Steve Duggan, род. 10 апреля 1958 года в Донкастере) — английский бывший профессиональный снукерист.

## Карьера
В 1982 году, будучи любителем, Даггэн выиграл осенний фестиваль Pontins. После этого, уже в статусе профессионала, он несколько раз выходил в финальные стадии рейтинговых турниров (в том числе в 1/4 Goya Matchroom Trophy 1985), но лучшим его результатом стала 1/8 финала чемпионата мира 1989 года — тогда он в первом матче основного турнира победил Клиффа Уилсона, 10:1, а затем почти с таким же крупным счётом уступил Стиву Дэвису, 3:13.
Стив Даггэн никогда не был в топ-32 мирового рейтинга и не добился в профессиональном снукере больших успехов, но он стал одним из немногих снукеристов, попавших в книгу рекордов Гиннесса — в 1988 году, в Саут-Йоркшире на местном любительском турнире он сделал брейк в 148 очков. Несмотря на то, что это был официальный матч, в книге рекордов до сих пор содержится неправильная запись, свидетельствующая о том, что эта серия была сделана на тренировке.